# Nerodia sipedon
Nerodia sipedon és una espècie de serp de la família Colubridae, gran semi-aquàtica, no verinosa, i molt coneguda, oriünda d'Amèrica del Nord, sobretot dels Estats Units. Parent de Thamnophis sirtalis.